# The New Testament in the Original Greek
The New Testament in the Original Greek – grecki tekst Nowego Testamentu opracowany przez Brooke’a Westcotta i Fentona Horta opublikowany w 1881 roku (New York: Harper & Brothers). Tekst ten opiera się na jednych z najstarszych rękopisów Nowego Testamentu dostępnych pod koniec XIX wieku. Praca nad tym wydaniem krytycznym trwała w latach 1853–1881.

## Źródła tekstu
Tekst oparto na pięciu kodeksach: Synajskim, Watykańskim, Bezy, Aleksandryjskim i Efrema. Przyjęto zasadę, która preferowała dwa pierwsze kodeksy. Gdy Kodeks Synajski i Watykański zgadzały się ze sobą, wówczas wybierano ich tekst, nawet przeciw wszystkim pozostałym. Jeżeli się różniły, wówczas wybierano Watykański. W sytuacji, gdy Kodeks Bezy zawiera tekst krótszy niż Synajski oraz Watykański, wybierano wariant Kodeksu Bezy. Pryncypialną zasadą Horta była: „Knowledge of Documents should precede Final Judgments upon Readings”, czyli znajomość dokumentów powinna poprzedzać ocenę jego tekstu. Obaj bibliści uważali, że kombinacja Kodeksu Bezy, starołacińskich oraz starosyryjskich rękopisów pozwala odtworzyć oryginalny tekst Nowego Testamentu, zwłaszcza wtedy, kiedy reprezentuje lekcję krótszą.
W wydaniu tym minuskuły odgrywają niewielką rolę.

## Znaczenie
Tekst przyjęty przez Westcotta i Horta wciąż cieszy się dobrą opinią u biblistów. Niektórzy, jak np. Philip Comfort, twierdzą, że jest on nawet lepszy od tekstu opracowanego przez Alanda. Odkryte w XX wieku papirusy na ogół potwierdziły słuszność decyzji Westcotta i Horta (z wyjątkiem niektórych partii Łk 22-24).
Praca ta była wielokrotnie wznawiana. W 1892 roku ukazało się wydanie drugie zmienione opublikowane przez Francisa Burkitta. W 1907 i 1925 roku ukazało się wydanie The Macmillan Company. Najnowsze wydanie pochodzi z 2022 roku.
Wydanie to wyznaczyło nową epokę w historii krytyki tekstu Nowego Testamentu. Większość przekładów Nowego Testamentu była odtąd dokonywana w oparciu o tekst Westcotta-Horta.